# Morta di Bertonico
Morta di Bertonico este o arie protejată (arie specială de conservare — SAC, sit de importanță comunitară — SCI) din Italia întinsă pe o suprafață de 48 ha, integral pe uscat.

## Localizare
Centrul sitului Morta di Bertonico este situat la coordonatele 45°14′54″N 9°40′12″E / 45.2482°N 9.6701°E.

## Înființare
Situl Morta di Bertonico a fost declarat sit de importanță comunitară în iunie 1995 pentru a proteja 51 de specii de animale. Situl a fost protejat și ca arie specială de conservare în iulie 2016.

## Biodiversitate
Situată în ecoregiunea continentală, aria protejată conține 2 habitate naturale: Păduri aluvionare cu Alnus glutinosa și Fraxinus excelsior (Alno-Padion, Alnion incanae, Salicion albae), Păduri mixte riverane de Quercus robur, Ulmus laevis și Ulmus minor, Fraxinus excelsior sau Fraxinus angustifolia, de-a lungul marilor râuri (Ulmenion minoris).
La baza desemnării sitului se află mai multe specii protejate:
- păsări (49): lăcar-de-mlaștină (Acrocephalus palustris), lăcar-de-lac (Acrocephalus scirpaceus), pițigoi codat (Aegithalos caudatus), pescăruș albastru (Alcedo atthis), rață pitică (Anas crecca), rață mare (Anas platyrhynchos), lăstunul mare (Apus apus), stârc cenușiu (Ardea cinerea), stârc roșu (Ardea purpurea), șorecarul comun (Buteo buteo), sticlete (Carduelis carduelis), Cettia cetti, porumbel gulerat (Columba palumbus), cioară neagră (Corvus corone), cuc (Cuculus canorus), pițigoi albastru (Cyanistes caeruleus), lăstun de casă (Delichon urbicum), ciocănitoare pestriță mare (Dendrocopos major), egretă mică (Egretta garzetta), măcăleandru (Erithacus rubecula), șoimul rândunelelor (Falco subbuteo), vânturel roșu (Falco tinnunculus), cinteză (Fringilla coelebs), ciocârlan (Galerida cristata), găinușă de baltă (Gallinula chloropus), gaiță (Garrulus glandarius), Hippolais polyglotta, rândunică (Hirundo rustica), privighetoare (Luscinia megarhynchos), prigoare (Merops apiaster), codobatura galbenă (Motacilla flava), muscar sur (Muscicapa striata), stârc de noapte (Nycticorax nycticorax), grangur (Oriolus oriolus), pițigoi mare (Parus major), vrabie (Passer domesticus), vrabie de câmp (Passer montanus), cormoran mare (Phalacrocorax carbo), coțofană (Pica pica), ciocănitoarea verde (Picus viridis), cristei de baltă (Rallus aquaticus), mărăcinar negru (Saxicola torquatus), guguștiuc (Streptopelia decaocto), turturică (Streptopelia turtur), graur (Sturnus vulgaris), silvie cu cap negru (Sylvia atricapilla), corcodel mic (Tachybaptus ruficollis), pănțărușul (Troglodytes troglodytes), mierlă (Turdus merula)
- amfibieni (1): Rana latastei
- pești (1): Cobitis bilineata

Pe lângă speciile protejate, pe teritoriul sitului au mai fost identificate 3 specii de plante, 4 specii de amfibieni, 15 specii de mamifere, 3 specii de pești, 5 specii de reptile.